# Ensalada jardinera

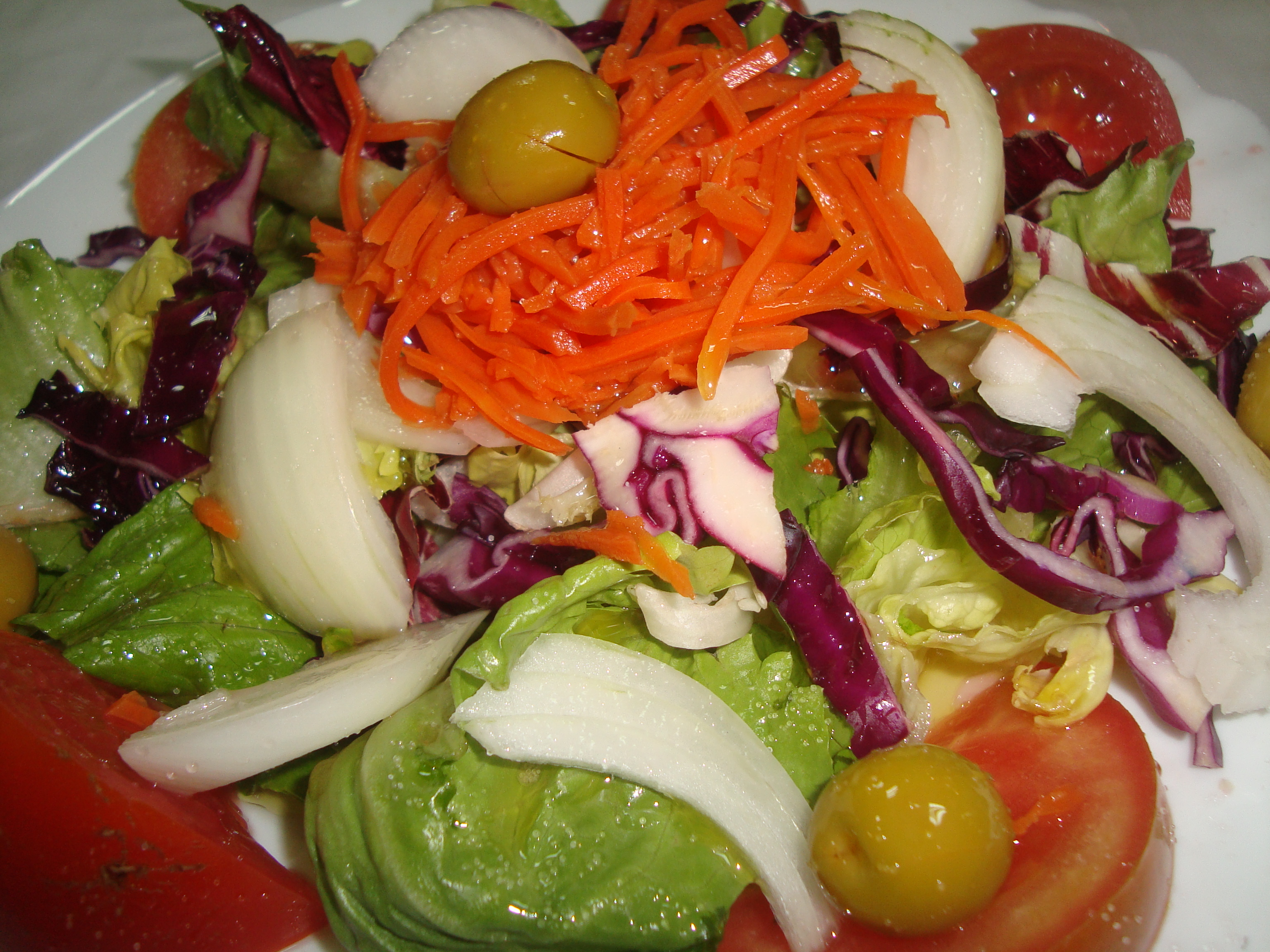
Ensalada jardinera.

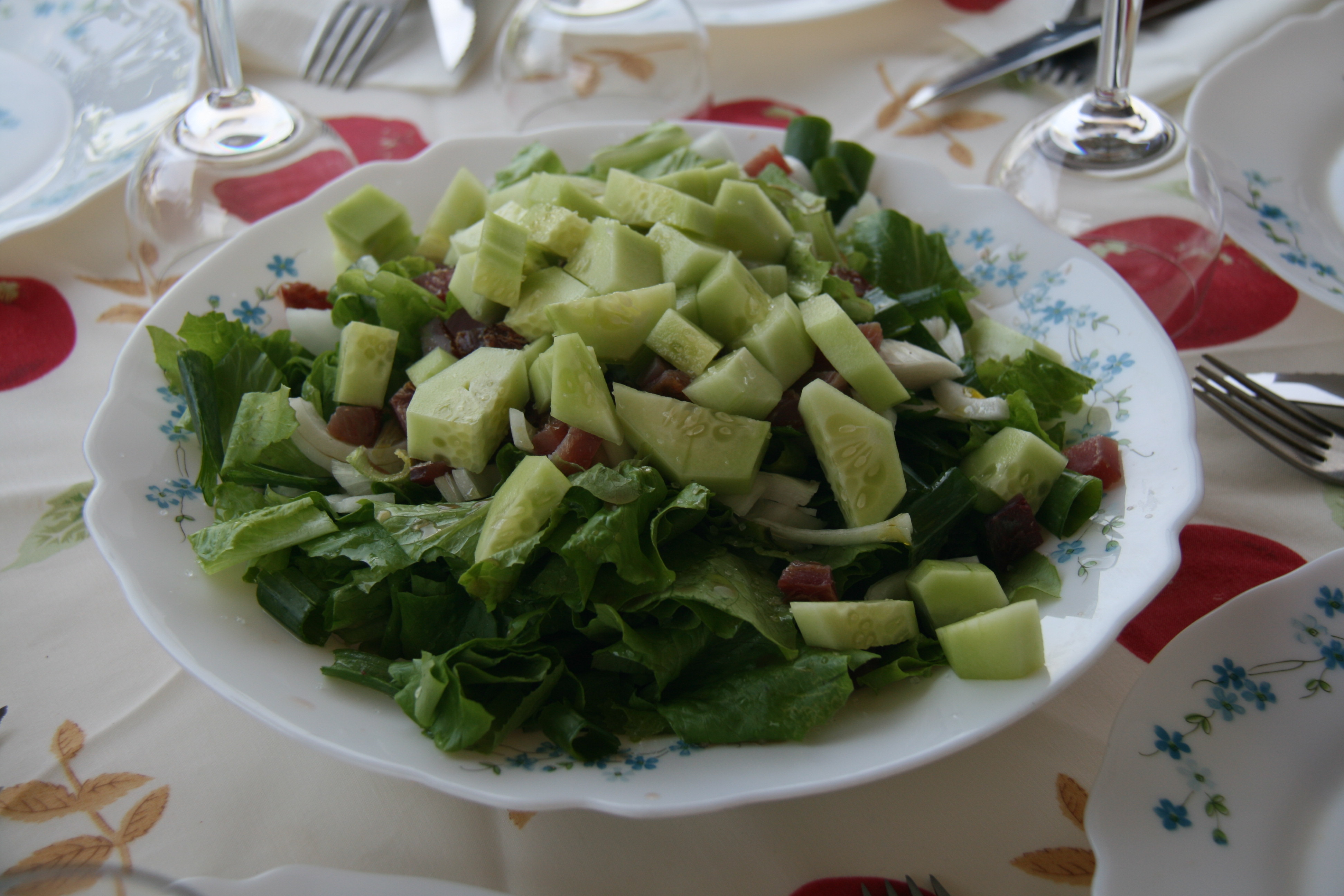
Ensalada de pepinos.

La ensalada jardinera o de la huerta es una tipología de ensalada que se elabora con verduras frescas, generalmente procedentes de un huerto. Se elabora de muchas formas, más que una receta se trata de un estilo de hacer ensaladas. Los aliños empleados en su elaboración son también diversos, pueden ir desde un aliño italiano, una mostaza a la miel, un aliño mil islas, ranchero,   